# Musca terraereginae
Musca terraereginae är en tvåvingeart som beskrevs av Johnston och Edward Nathaniel Bancroft 1920. Musca terraereginae ingår i släktet Musca och familjen husflugor. Inga underarter finns listade i Catalogue of Life.